# Le Grand Journal (Québec)
Le Grand Journal est le bulletin d'information de la défunte chaîne TQS de sa conception en 1986 jusqu'en juin 2008, à la suite de la fermeture du service de l'information de TQS.
Le bulletin est présenté tous les jours à 11 h 30, 16 h 30 et 22 h.
Sur l'heure du souper, les stations régionales de TQS se détachaient du réseau afin de présenter un bulletin de nouvelles régionales. Qui était très important pour les régions de voir que leurs petites nouvelles était importante.
Pour Montréal la compétition était plus prononcée que dans les régions mais TQS était tout de même très connue pour ces nouvelles. Le Grand Journal au début des années 2000 avait environ 1 000 000 de téléspectateurs pour le bulletin de 16 h 30. La popularité du bulletin était due à l'animateur Jean-Luc Mongrain qui l'a animé de 1999 à 2008. Il innove en remplaçant la simple lecture des nouvelles par une approche nouvelle, commentant les événements de l'actualité avec ses opinions parfois controversées. Cette approche est efficace et incite les réseaux concurrents à s'ajuster.

## Animateurs
Yves Bombardier ( - )
- Esther Bégin (2007-2008)
- Jean-Luc Mongrain (années 2000)
- Dominic Maurais (journaliste années 2000)